# Krasznojarszki-víztározó
A Krasznojarszki-víztározó (oroszul Красноярское водохранилище [Krasznajarszkoje vadahranyiliscse]) Oroszország ázsiai részén, Szibériában, a Jenyiszejen kialakított mesterséges tó. A Krasznojarszki vízerőmű építésekor és energiaellátására hozták létre a folyó vizének visszaduzzasztásával.

## Földrajz
A Krasznojarszki vízerőmű és 124 m magas, 1065 m hosszú duzzasztógátja a Keleti-Szaján előhegyeiben, Krasznojarszktól a folyón fölfelé 40 km-re, Gyivnogorszk mellett épült. 1956-ban kezdték építeni és hivatalosan 1972. július 28-án adták át, de az első generátort már 1967 novemberében üzembe helyezték. 
A víztározó legnagyobb befogadóképessége 73,3 km³. 243 m-es tengerszint feletti magasságban meghatározott normál vízszint mellett a vízfelszín területe kb. 2000 km². A tározó 388 km hosszú, délen Abakan (Hakaszföld fővárosa) körzetéig és az azonos nevű Abakan folyó torkolatáig terjed. Legnagyobb szélessége 15 km (délen), átlagos mélysége 36,6 m, legnagyobb mélysége 101 m (a gátnál). Vízgyűjtő területe 288 200 km².  Ez a második legnagyobb víztározó a bratszki után Oroszországban.
A víztározó feltöltésekor, 1967–1970 között 120 ezer hektárnyi mezőgazdasági terület került víz alá. Az elárasztás előtt 132 települést számoltak fel és kb. hatvanezer embert költöztettek új helyre. A hajóátemelő berendezésnek köszönhetően a Jenyiszej föl egészen Minuszinszkig hajózhatóvá vált (max. 1500 tonnás hajók számára).

## Az erőmű
A vízerőmű 6000 MW összteljesítményű.

## Mellékfolyók
Több kisebb folyó is ide torkollik. Nagyobb, jobb oldali mellékfolyói a Keleti-Szajánhoz tartozó hegyekben erednek: a Tuba (119 km), a Szida (207 km) és a Sziszim (270 km). A folyók alsó szakaszán széles öblök alakultak ki.